# Amalgam

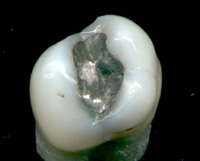
Tand lagad med amalgam.

Amalgam är en blandning mellan kvicksilver och flera andra metaller. I dagligt tal syftar man på tandamalgam, men beroende på vilka metaller man kombinerar kvicksilvret med kan man få olika amalgamer. Det går att bilda amalgamer med så gott som alla andra metaller, men det är förhållandevis svårt med järn och platina som löser sig dåligt i kvicksilver. Silveramalgam eller tandamalgam förekom i stor utsträckning på 1900-talet, men är numera förbjudet i tandvården.
Guldamalgam används vid extraktion av guld ur guldmalm.
Amalgam är i princip en legering med kvicksilver som huvudbeståndsdel. Till skillnad från andra legeringar, som framställs vid hög temperatur genom upphettning av ingående metaller till smält tillstånd, kan amalgamer bildas spontant vid rumstemperatur, till exempel med guld.
Amalgamer är i allmänhet silvervita och lättsmälta. Vid överskott av kvicksilver bildas grötformiga massor.
Bildning av natriumamalgam är starkt exotermisk och resulterar i silvervita nålar, kristalliserat amalgam. Vid närvaro av vatten sönderdelas detta långsamt under utveckling av vätgas, även kallat hydrogen. Inom organisk kemi används natriumamalgam som redoxmedel.

## Etymologi
Ordets ursprung härleds från medeltida latinets amalgama, vilket var en "legering av kvicksilver (speciellt tillsammans med guld eller silver)". Ursprunget är omdiskuterat, men det kan röra sig om en förvanskning av L. malagma, som betyder "grötomslag" eller "fyllnadsmaterial" (som murbruk eller gips), och som i sin tur förmodligen härstammar ifrån arabiskans al-malgham, som var "ett mjukgörande grötomslag" eller "en (ofta varm) sårsalva". Detta härstammar i sin tur förmodligen från grekiskans malagma, som betyder "uppmjukande substans", från malakos som betyder "mjuk".

## Kända amalgamföreningar och deras användning

### Tandamalgam
Amalgam har använts inom tandvården av olika skäl. Det är billigt och relativt enkelt att använda och bearbeta under behandlingen, det håller sig mjukt under en kort tid så det kan packas för att fylla ut varje oregelbundet utrymme, och bildar sedan en hård kemisk förening.  I Sverige råder ett generellt förbud mot användning av tandamalgam sedan 2009.
Amalgam för dentalt bruk består av kvicksilver som blandas med olika metaller i pulverform (silver, tenn, koppar och zink). Kvicksilvret reagerar med metallerna och formar en blandning av metaller som hårdnar.
Tandvårdsprodukten levereras ofta i en försluten kapsel där pulverblandningen och kvicksilvret förvaras åtskilda. Kapseln placeras i en amalgamblandare som vibrerar kapseln kraftigt varvid pulver och kvicksilver blandas.

### Kaliumamalgam
För alkalimetaller är amalgamering exotermisk, och olika kemisk uppbyggnad kan identifieras, såsom KHg and KHg2. KHg är en guldfärgad förening med en smältpunkt på 178 °C, och KHg2 en silverfärgad förening med en smältpunkt på 278 °C. Dessa amalgamer är mycket känsliga för luft och vatten, men kan hanteras i en miljö med torr kvävgas. Avståndet Hg-Hg är ungefär 300 pikometer, Hg-K ungefär 358 pm.
Faserna K5Hg7 och KHg11 är också kända; rubidium, strontium och barium med 11 Hg  är kända och är isostrukturella. Natriumamalgam (NaHg2) har en annan struktur, där kvicksilveratomerna bildar hexagonala lager, och natriumatomerna en rak kedja som passar in i hålen i de hexagonala lagren, men kaliumatomen är för stor för att denna struktur ska vara möjlig i KHg2.

### Natriumamalgam
Natriumamalgam uppstår som en biprodukt vid klor-alkaliprocessen och används som ett viktigt reduktionsmedel inom organisk och oorganisk kemi. I kontakt med vatten sönderfaller ämnet i koncentrerad natriumhydrooxid, vätgas och kvicksilver, som sedan på nytt kan föras tillbaka till klor-alkaliprocessen. Om 100% alkohol används i stället för vatten, uppstår en alkoxid med natrium i stället för alkalilösningen.

### Ammoniumamalgam
Ammoniumamalgam upptäcktes 1808 av Humphry Davy och Jöns Jakob Berzelius. Det är en grå, mjuk massa med svampliknande konsistens, som lätt sönderdelas vid rumstemperatur eller i kontakt med vatten eller alkohol:
{\displaystyle \mathrm {2\ H_{3}N{-}Hg{-}H\ {\xrightarrow {\Delta T}}\ 2\ NH_{3}+H_{2}+2\ Hg} }
Ämnet är starkt toxiskt och skadligt för miljön. CAS nummer: 26497-91-6.

## Guldamalgam
Guldamalgam framställs då kvicksilver används för guldextraktion.

### Guldextraktion (gruvor)
Denna metod har visat sig vara effektiv där guld (”bladguld”) inte kan extraheras från malmen med hydro-mekaniska metoder. Stora mängder av kvicksilver användes under  guldvaskningen, när stora högar bestående av mestadels granitslam separerades i långa vattenrännor med räfflor, och kvicksilver tillfördes i början av rännan. Den amalgam som bildas är en tung solid grå massa. (Användningen av kvicksilver under guldvaskningen under 1800-talet, nu förbjuden, har orsakat utbredda föroreningsproblem i miljön, som finns kvar än idag.) Ibland hittas avsevärda mängder av amalgam nedströms i floder och sjöbottnar av amatördykare som letar efter guldklumpar med hjälp av maskindrivna vakuumsugare som är monterade på en flotte.

### Guldextraktion (guldutvinning)

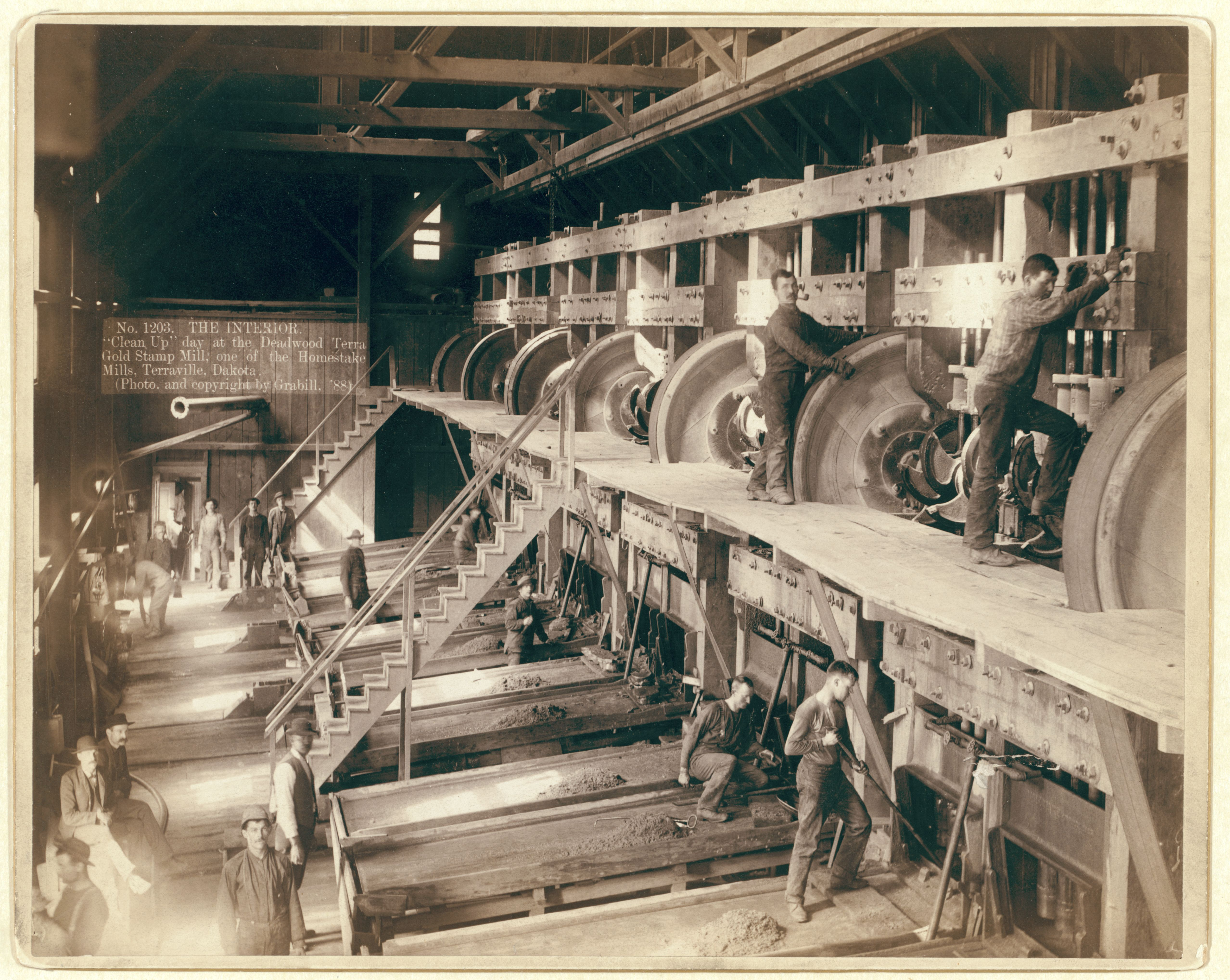
Interiör av Deadwood Terra Gold Stamp Mill. Krossad guldmalm sköljs över kvicksilvertäckta kopparplåtar, varvid de fina guldpartiklarna bildar amalgam med kvicksilvret. Amalgamet skrapas av och guldet avskiljs från amalgamet genom upphettning och avdunstning av kvicksilvret som sedan återvinns i en kondensator för att åter anbringas på plåtarna.

Amalgam som hade erhållits av någon av processerna hettades sedan upp i en distillationsretort, och kvicksilvret återvanns för förnyad användning och kvar blev guldet. Eftersom denna framställningsmetod släppte ut kvicksilverångor i atmosfären kunde processen orsaka allvarliga hälsoeffekter och förorening under lång tid.
Riskerna med toxiska restföreningar med kvicksilver har fått ökad betydelse och gjort att kvicksilveramalgeringsprocessen nästan har försvunnit och idag ersatts av andra metoder för att utvinna guld och silver från guld. Men metoden används fortfarande regelbundet vid småskalig utvinning av guld (”guldvaskning”), speciellt i utvecklingsländerna.
En metod som använts sedan antiken att utvinna guld ur malm är att utnyttja principen att guld är lättlösligt i kvicksilver och båda metallerna är betydligt tyngre än vanlig sten. Det betyder att om man blandar kvicksilver med krossad guldmalm så kommer den flytande guld-kvicksilverblandningen att lägga sig på botten av kärlet, medan slaggen flyter upp och enkelt kan filtreras bort. Genom destillation kan man skilja guldet och kvicksilvret åt. På grund av miljöriskerna används inte denna metod längre av de seriösa gruvbolagen. I stället löser man ut guldet med cyanid, som visserligen också är giftigt, men som bryts ned väldigt snabbt i naturen. Guldamalgam har även använts vid brännförgyllning av metallföremål.
Eftersom kvicksilver amalgamerar sig spontant med guld, får man se upp vid exempelvis röjning efter sönderslagna kvicksilvertermometrar så att smycken (vigselringar, etc) inte skadas. Om olyckan skulle vara framme, bör det amalgamerade guldföremålet snarast lämnas till guldsmed för sanering.

## Med alkalimetaller
Aluminiumamalgam används som reduktionsmedel.
Thalliumamalgam har en fryspunkt på  −58 °C, vilket är lägre än kvicksilvrets, och har därför fått användning i termometrar för låga temperaturer.
Tennamalgam användes i mitten av 1800-talet som en reflekterande skikt i speglar.

## Amalgamprovet

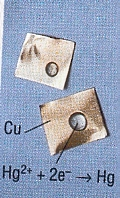
Amalgamprovet

Kvicksilversalter är, jämfört med metalliskt kvicksilver och amalgam, starkt toxiska på grund av sin löslighet i vatten. Förekomsten av dessa salter i vatten kan detekteras med ett prov som nyttjar sig av kvicksilverjonernas villighet att bilda ett amalgam med koppar. En lösning av det undersökta saltet i salpetersyra tillsätts på ett stycke kopparfolie och de kvicksilverjoner som finns i saltet kommer att lämna fläckar av silverfärgat amalgam. Silverjoner lämnar liknande fläckar men kan lätt sköljas bort, vilket gör det lätt att skilja silver från kvicksilver.
Redoxreaktionen där kvicksilvret oxiderar kopparn:
Hg2+ + Cu → Hg + Cu2+